# Национално знаме на Фарьорските острови
Националното знаме на Фарьорските острови е сред символите на тази автономна област на Дания. Прието е на 25 април 1940 г.
То е направено по подобие на Данебург (в превод: датска дреха) – националното знаме на Дания. Знамето представлява бял фон с червен кръст, очертан със синьо.